# Amfitrita
Amfitrita je v grški mitologiji morska boginja, hči Nereja in Doris. Je Pozejdonova žena. Skupaj sta imela sina Tritona in Rodo. Bila je zelo ljubosumna in je zato ljubice svojega moža pogosto spreminjala v morske pošasti.  
V rimski mitologiji ji je enakovredna Salecija.